# Пакенем, Томас, 5-й граф Лонгфорд
Бригадный генерал Томас Пакенем, 5-й граф Лонгфорд (англ. Thomas Pakenham, 5nd Earl of Longford; 19 октября 1864 — 21 августа 1915) — англо-ирландский пэр и военный. Он носил титул учтивости — лорд Силчестерс 1876 по 1887 год.

## Биография

### Происхождение и образование
Родился 19 октября 1864 года в Дублине. Второй сын Уильяма Пакенема, 4-го графа Лонгфорда (1819—1887), и его жены, достопочтенной Селины Райс-Тревор (1836—1918), дочери Джорджа Райса-Тревора, 4-го барона Дайневора. Он получил образование в Винчестерском колледже и в колледже Крайст-черч в Оксфордском университете.
19 апреля 1887 года после смерти своего отца Томас Пакенем унаследовал титулы 5-го графа Лонгфорда (Пэрство Ирландии), 6-го барона Лонгфорда в графстве Лонгфорд (Пэрство Ирландии) и 4-го барона Силчестера в графстве Саутгемптон (Пэрство Соединённого королевства), став членом Палаты лордов Великобритании.
В 1887 году Томас Пакенем получил чин подпоручика во 2-м полку лейб-гвардии, с 1888 года — лейтенант, а в 1895 году он получил чин капитана. С 1887 по 1915 год — лорд-лейтенант графства Лонгфорд.
В 1901 году лорд Лонгфорд был награждён Орденом Святого Патрика.
Мировой судья в графстве Уэстмит и графстве Оксфордшир. Кавалер Королевского Викторианского ордена в 1909 году.

### Вторая англо-бурская война
Лорд Лонгфорд участвовал во Второй англо-бурской войне (1899—1902). В начале войны он сыграл важную роль в формировании роты добровольцев из ирландских охотников в Имперский йоменский полк, служивший в Южной Африке. В феврале 1900 года лорд Лонгфорд был назначен капитаном 45-й роты в составе Имперского йоменского полка. В марте того же года его рота добралась в Южную Африку , где был прикреплена к 13-му батальону Имперского йоменского полка. Лорд Лонгфорд был ранен и вернулся домой в 1901 году. В январе 1902 года его вторично отправили на службу в Имперский йоменский полк. Он был назначен командиром 29-го батальона в чине временного подполковника. В мае 1902 года на транспортном судне Bavarian лорд Лонгфорд отплыл из Ирландии в Южную Африку, командуя почти 1150 офицерами и солдатами. Они прибыли в Южную Африку уже после окончания военных действий (31 мая 1902 года был заключён Феринихингский мирный договор) и вернулись только через четыре месяца домой пароходе SS Dilwara в октябре 1902 года . После прибытия на родину лорд Лонгфорд отказался от командования 29-м батальоном.

### Первая мировая война и смерть
Во время Первой мировой войны лорд Лонгфорд командовал 2-й конной бригадой Южного Мидленда 2-й кавалерийской дивизии, в чине бригадного генерала. Первоначально дивизия базировалась в Египте, но была отправлена в спешенном состоянии в залив Сувла на полуострове Галлиполи в качестве подкрепления во время битвы при Сари-Баире. 21 августа 1915 года дивизия находилась в резерве для последней атаки на Ятаган-Хилл. Когда первая атака 29-й дивизии провалилась, йоменам было приказано продвигаться открыто через высохшее соленое озеро. Под шрапнельным огнем большинство бригад остановились в укрытии Грин-Хилл, но лорд Лонгфорд возглавил атаку своей бригады, которая захватила вершину холма. Продолжая продвигаться вперед, он был убит. По общему мнению, его последними словами перед смертью были: «Не пытайтесь пригибаться, мужчинам это не нравится, и это не приносит никакой пользы…»
Тело лорда Лонгфорда так и не было обнаружено, поскольку британцы не предпринимали дальнейших действий до эвакуации из района Сувлы 20 декабря. Его могила отмечена как специальный памятник на кладбище Грин-Хилл в Сувле.

## Семья
8 ноября 1899 года лорд Лонгфорд женился на леди Мэри Джулии Чайлд-Вильерс (26 мая 1877 — 21 ноября 1933), дочери Виктора Чайлд-Вильерса, 7-го графа Джерси, и достопочтенной Маргарет Элизабет Ли. У супругов было два сына и четыре дочери:
- Эдвард Артур Генри Пакенем, 6-й граф Лонгфорд (29 декабря 1902 — 4 февраля 1961), старший сын и преемник отца.
- Леди Маргарет Пэнси Фелиция Пакенем[англ.] (18 мая 1904 — 19 февраля 1999), писательница, в 1928 году она вышла замуж за художника Генри Лэмба
- Фрэнсис Онжер Пакенем, 7-й граф Лонгфорд (5 декабря 1905 — 3 августа 2001)
- Леди Мэри Кэтрин Пакенем[англ.] (23 августа 1907 — 19 марта 2010), автор «Рождества у дикарей» и других романов, в 1939 году она вышла замуж за майора Мейси Джорджа Далласа Клайва.
- Леди Вайолет Джорджиана Пакенем[англ.] (13 марта 1912 — 12 января 2002), писательница и критик, в 1934 года она вышла замуж за писателя Энтони Поуэлла.
- Леди Джулия Агнес Синтия Пакенем (5 ноября 1913 — 10 сентября 1956), в 1938 году она вышла замуж за Роберта Фрэнсиса Маунта. Мать писателя, сэра Фердинанда Маунта, 3-го баронета.

5-му графу Лонгфорду наследовал его старший сын Эдвард. Графиня Лонгфорд умерла в ноябре 1933 года в возрасте 56 лет.